# Horinger

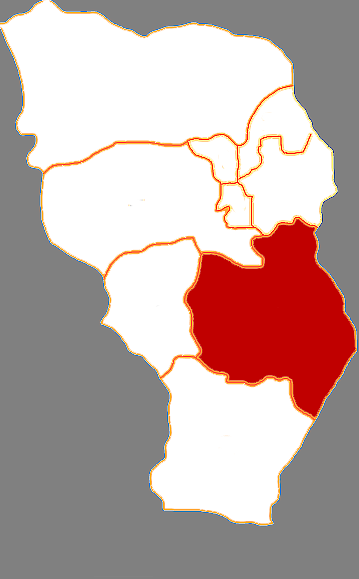
Lage Horingers in Hohhot

Der Kreis Horinger (chinesisch 和林格尔县, Pinyin Hélíngé’ěr Xiàn; mongolisch: ᠬᠣᠷᠢᠨ ᠭᠡᠷ ᠰᠢᠶᠠᠨ Qorin Ger siyan) gehört zum Verwaltungsgebiet der bezirksfreien Stadt Hohhot, der Hauptstadt des Autonomen Gebietes Innere Mongolei in der Volksrepublik China. Er hat eine Fläche von 3.401 km² und zählt rund 190.000 Einwohner. Sein Hauptort ist die Großgemeinde Chengguan (城关镇).